# Renée Sonnenberg
Renée Sonnenberg, z domu Handfield (ur. 22 marca 1971) – kanadyjska curlerka, reprezentująca Saville Sports Centre z Edmonton.
W latach 1989 i 1990 będąc otwierającą wygrała prowincjonalne mistrzostwa juniorów. W pierwszym występie na arenie krajowej reprezentantki Alberty awansowały do półfinałów, ostatecznie zajęły 3. miejsce przegrywając mecz 2:7 na rzecz Kolumbii Brytyjskiej (Judy Wood). Rok później zespół zajął 6. miejsce.
Sonnenberg już jako kapitan dwukrotnie sięgała po tytuły mistrzyń Alberty kobiet (lata 1999 i 2001). Na Scott Tournament of Hearts 1999 zespół z Sexsmith uplasował się na 8. pozycji. Po dwóch latach z bilansem 4 wygranych i 7 porażek Sonnenberg zajęła 9. miejsce. W 2001 Renée triumfowała w prowincjonalnej rywalizacji mikstów, była wówczas trzecią w ekipie Kurta Balderstona. Zespół bronił tytułów mistrzowskich wywalczonych rok wcześniej przez Kevina Koe, po fazie grupowej aż 7 reprezentacji miało taki sam bilans gier. Alberta odpadła przegrywając swój pierwszy mecz barażowy przeciwko Saskatchewan (Scott Coghlan).
Nie miała jeszcze szansy zagrać w zawodach organizowanych przez Światową Federację Curlingu, była jednak obecna na Mistrzostwach Świata Juniorów 2007, Zimowych Igrzyskach Olimpijskich 2010 oraz Mistrzostwach Świata Kobiet 2010, gdzie pełniła funkcję trenera żeńskich reprezentacji Danii.
W sezonie 2011/2012 wygrała swój pierwszy turniej w cyklu World Curling Tour, jednocześnie były to zaliczane do Wielkiego Szlema zawody Manitoba Lotteries Women’s Curling Classic.
Wygrała turniej kwalifikacyjny do krajowych eliminacji olimpijskich 2013. W głównym turnieju z dwoma zwycięstwami uplasowała się na ostatniej pozycji. Nie udało się jej zakwalifikować do rundy finałowej Alberta Scotties Tournament of Hearts 2014. Wystąpiła jednak w Mistrzostwach Kanady 2014, jako rezerwowa dołączyła do ekipy Valerie Sweeting. Reprezentantki Alberty dotarły do finału, w którym uległy 6:8 Rachel Homan. Po zakończeniu sezonu drużyna rozpadła się.

## Wielki Szlem
| Turniej                | 2006/2007 | 2007/2008 | 2008/2009 | 2010/2011 | 2011/2012 | 2012/2013 | 2013/2014 |
| ---------------------- | --------- | --------- | --------- | --------- | --------- | --------- | --------- |
| Autumn Gold            | x         | x         | x         | x         | x         | x         | x         |
| Manitoba Lotteries     | x         | x         | x         | QF        | W         | QF        | x         |
| Colonial Square        | ?*        | ?*        | A*        | A*        | A*        | x         | SF        |
| Masters                | ?*        | ?*        | A*        | A*        | A*        | A         | A         |
| Players’ Championships | A         | A         | QF        | A         | A         | QF        | A         |

| —  | = turniej nie odbył się                     |
| A  | = nie uczestniczyła                         |
| x  | = nie zakwalifikowała się do fazy finałowej |
| QF | = ćwierćfinał                               |
| SF | = półfinał                                  |
| F  | = finał                                     |
| W  | = zwycięstwo                                |

### Turnieje nierozgrywane
| Turniej               | 2006/2007 | 2007/2008 | 2008/2009 | 2010/2011 |
| --------------------- | --------- | --------- | --------- | --------- |
| Wayden Transportation | x         | x         | x         | —         |
| Sobeys Slam           | —         | A         | A         | A         |

## Drużyny
|           | Czwarta          | Trzecia          | Druga               | Otwierająca        |
| --------- | ---------------- | ---------------- | ------------------- | ------------------ |
| 2012/2014 | Renée Sonnenberg | Lawnie MacDonald | Cary-Anne McTaggart | Rona Pasika        |
| 2010/2012 | Renée Sonnenberg | Lawnie MacDonald | Kristie Moore       | Rona Pasika        |
| 2009/2010 | Renée Sonnenberg | Desirée Owen     | Cary-Anne Sallows   | Michelle Trarback  |
| 2008/2009 | Renée Sonnenberg | Nikki Smith      | Twyla Bruce         | Cary-Anne Swallows |
| 2000/2001 | Renée Sonnenberg | Marcy Balderston | Tina McDonald       | Karen McNamee      |
| 1998/1999 | Renée Sonnenberg | Marcy Balderston | Tina McDonald       | Karen McNamee      |
| 1988/1990 | Renée Handfield  | Nicole Handfield | Joanne Goudreau     | Renée Bussiere     |

Drużyny mikstowe
|           | Czwarty/-a      | Trzeci/-a        | Drugi/-a       | Otwierający/-a |
| --------- | --------------- | ---------------- | -------------- | -------------- |
| 2000/2001 | Kurt Balderston | Renée Sonnenberg | Les Sonnenberg | Karen McNamee  |

## CTRS
Pozycje drużyn Renée Sonnenberg w rankingu CTRS:
- 2013/2014: 8.[11]
- 2012/2013: 9.
- 2011/2012: 9.
- 2010/2011: 24.
- 2009/2010: 51.
- 2008/2009: 20.
- 2007/2008: 20.
- 2006/2007: 44.